# 阿部洋一
阿部 洋一（あべ よういち、1981年12月6日 - ）は、日本の漫画家。千葉県出身。男性。京都精華大学芸術学部マンガ学科ストーリーマンガコース卒業。
代表作に平成23年度 [第15回] 文化庁メディア芸術祭マンガ部門の審査委員会推薦作品に選出された「血潜り林檎と金魚鉢男」など。

## 来歴
幼少時から近所に船溜まりがあったためよく魚の頭の絵を描いており、小学生の頃になると将来の夢として漫画家を志すようになる。
高校時代は漫画研究部に所属し、林田球やウエダハジメ、唐沢なをき等の漫画と出会ったことで「太く個性的なタッチでも商業誌に描けるのか」と感動したという。卒業後は地元を離れ、2000年4月に新設された京都精華大学芸術学部マンガ学科ストーリーマンガコースに第1期生として入学。この時の同期生として、同業者の助野嘉昭やフリー編集者の呉塵罡などがいた。
2004年に同大学を卒業後、2005年10月に『月刊サンデージェネックス』（小学館）編集部主催の第15回GX新人賞にて努力賞を受賞したが同誌でのデビューは叶わず、2006年頃は『ビッグコミックスピリッツ』（小学館）にてデビューを目指していた。大学時代の教員からの紹介がきっかけとなり、新創刊の少年誌『月刊少年ファング』（リイド社）連載の「少女奇談まこら」で漫画家デビューを果たす。同誌は創刊から1年後の2007年に休刊したが、その後は講談社や集英社などに執筆の場を広げ、『別冊少年マガジン』（講談社）創刊号から「バニラスパイダー」を連載した。
2011年には『電撃コミック ジャパン』（アスキー・メディアワークス）にて連載していた「血潜り林檎と金魚鉢男」が、平成23年度 [第15回] 文化庁メディア芸術祭マンガ部門の審査委員会推薦作品に選出された。「血潜り林檎と金魚鉢男」は「オニクジョ」と共に、中国のアニメ制作会社・NiceBoatAnimationによってアニメーションPV化されている。

## 作風
太い線を使った独特なタッチの絵や奇抜な設定を用いながらも、リアルな描写と淡々としたストーリー展開を織り交ぜる独自の作風が持ち味。画風は昭和風・和風を思わせるが、これに関しては「幼少期に船溜まりの町で育った体験がベースにあるのでは」と阿部自身が述懐している。なお執筆作品内にホラー・グロテスクと取れる描写が存在することがあるが、これは大学生の頃から変わっていない。ただ、フェチ要素を含む少年少女の物語を描く方が自身の好き放題やっているという。これらの作風は、『別冊少年マガジン』（講談社）創刊時の班長であった朴鐘顕には「唯一無二」、『電撃コミック ジャパン』編集長であった勝見正克には「オンリーワンな才能」と評されている。
大学生時代には当時教授であった漫画編集者の山本順也から映画を見るように薦められ、それがきっかけで視聴し始めた映画の中でも三池崇史や黒沢清、塚本晋也といった映画監督の作品が好みであると挙げている。このうち三池監督作品の『DEAD OR ALIVE 犯罪者』は、影響・衝撃を受けた作品であるという。この他影響を受けた漫画として『魔剣X ANOTHER』（林田球）と『フリクリ』（ウエダハジメ）も挙げている。

## 作品リスト

### 連載
- 少女奇談まこら（『月刊少年ファング』2006年9月号（創刊号） - 2007年9月号） - 原作：平野俊貴、植竹須美男。第1話がデビュー作。
  - まこら〜ひひひ怪々伝（『ピテカントロプス』2008年6月13日 - 11月28日） - 上記を改題し加筆修正した上で第1話から再配信した。
  - 完全版 少女奇談まこら（『電撃コミック ジャパン』2011年12月号 - 2012年8月号） - 上記を再度改題し新作を隔月配信した。2012年6月号及び8月号掲載話は単行本未収録。
- バニラスパイダー（『別冊少年マガジン』2009年10月号（創刊号） - 2010年12月号）
- 血潜り林檎と金魚鉢男（『電撃コミック ジャパン』2010年11月号（プレ創刊号） - 2013年2月号）
  - 新・血潜り林檎と金魚鉢男（『コミック アース・スター』2015年1月19日 - 2017年4月19日） - 上記を改題し新作を配信。
- 橙は、半透明に二度寝する（『別冊少年マガジン』2013年5月号 - 2015年12月号） - 隔月連載。
- オニクジョ果樹園（『ウルトラジャンプ』2014年10月号 - 12月号） - 短期集中連載。『阿部洋一短編集 オニクジョ』に収録。
- 羊角のマジョロミ（『別冊ドラゴンエイジ』VOL.1（2017年9月発売） - 『別冊ドラゴンエイジ』VOL.9（2019年9月発売）→『ヤングドラゴンエイジ』VOL.1（2019年12月発売） - VOL.23（2024年6月発売））
- それはただの先輩のチンコ（『Ohta Web Comic』2017年10月31日 - 2018年5月31日） - 読み切り版を第1話として連載化。

### 読み切り
- 河童の食卓（『食漫』vol.00（2007年10月発売）） - 旧版『血潜り林檎と金魚鉢男』第2巻に収録。
- 血潜り林檎と金魚鉢男（『月刊ComicREX』2008年6月号/2009年4月号） - 新装版『血潜り林檎と金魚鉢男』第2巻及び第3巻に収録。連載開始前のプロトタイプ。
- どうぶつよんこま[注 2]（『別冊少年マガジン』2010年3月号） - 単行本未収録。
- チラッとバニラスパイダー（『週刊少年マガジン』2010年26号/36・37合併号） - 『バニラスパイダー』第2巻に収録。宣伝漫画。
- よんこま![注 3]（『マガジンSPECIAL』2010年No.7/2013年No.9/2014年No.1） - 単行本未収録。
- オニクジョ（『ウルトラジャンプ』2011年2月号/2014年2月号） - 『阿部洋一短編集 オニクジョ』に収録。2011年掲載分は旧版『血潜り林檎と金魚鉢男』第3巻にも収録。
- 金属のキミへ（『ウルトラジャンプ』2013年4月号） - 『阿部洋一短編集 オニクジョ』に収録。
- 京都のおもいで[注 4]（『月刊少年チャンピオン』2013年10月号） - 単行本未収録。
- 斬殺!ポニーテール（『ウルトラジャンプ』2016年10月号） - 単行本未収録。
- 果肉の娘（『キッチュ』ワイズ出版創刊号（2016年12月発売）） - 単行本未収録。
- 劇画狼のエクストリームマンガ学園015「それはただの先輩のチンコ」[注 5]（『リイドカフェ』2017年4月8日） - 後にこの読み切りを第1話として連載化。
- 潤いの友達（『ミステリマガジン』2017年11月号） - 単行本未収録。
- 須弥山（『キッチュ』ワイズ出版第二号（2019年2月発売）） - 藤原カムイ、花輪和一、ほし埜、日高トモキチと共に執筆したリレー漫画[22]。単行本未収録。
- 月へ（『キッチュ』ワイズ出版第三号（2021年5月発売）） - 単行本未収録。
- 狼男の月光浴（『ミステリマガジン』2022年11月号） - 単行本未収録。

この他に同人誌時代の『キッチュ』（呉塵罡が編集）にもいくつか作品を発表している。この内第三号に掲載された「ぢごく」は旧版『血潜り林檎と金魚鉢男』第2巻に収録され、3.5復活号と第五号に掲載された「それはただの先輩のチンコ」は商業作品として連載化されている。

### 書籍
各巻の詳細は該当項目を参照。

#### 漫画単行本
- 『少女奇談まこら』、リイド社 〈ファングコミックス〉 2007年、全2巻
  1. 2007年6月19日初版発行（同日発売）、ISBN 978-4-8458-3612-3 - 初単行本。
  2. 2007年7月19日初版発行（同日発売）、ISBN 978-4-8458-3613-0

  - （完全版） 発行：アスキー・メディアワークス / 発売：角川グループパブリッシング 〈電撃ジャパンコミックス〉 2011年 - 2012年、既刊4巻
    1. 2011年10月15日初版発行（同日発売）、ISBN 978-4-04-886053-6
    2. 2011年10月15日初版発行（同日発売）、ISBN 978-4-04-886054-3
    3. 2011年10月15日初版発行（同日発売）、ISBN 978-4-04-886055-0
    4. 2012年3月15日初版発行（同日発売）、ISBN 978-4-04-886336-0
- 『バニラスパイダー』、講談社 〈講談社コミックスマガジン〉 2010年、全3巻
- 『血潜り林檎と金魚鉢男』、発行：アスキー・メディアワークス / 発売：角川グループパブリッシング 〈電撃ジャパンコミックス〉 2011年 - 2012年、全3巻
  1. 2011年10月15日初版発行（同日発売）、ISBN 978-4-04-886049-9
  2. 2012年2月15日初版発行（同日発売）、ISBN 978-4-04-886337-7
  3. 2012年12月15日初版発行（同日発売）、ISBN 978-4-04-891181-8

  - （新装版） 発行：アース・スター エンターテイメント / 発売：泰文堂 〈アース・スター コミックス〉 2015年 - 2016年、全3巻
    1. 2015年12月12日初版第1刷発行（同日発売）、ISBN 978-4-8030-0831-9
    2. 2016年1月12日初版第1刷発行（同日発売）、ISBN 978-4-8030-0844-9
    3. 2016年2月12日初版第1刷発行（同日発売）、ISBN 978-4-8030-0865-4
- 『橙は、半透明に二度寝する』、講談社 〈講談社コミックスマガジン〉 2014年 - 2016年、全2巻
  1. 2014年6月9日第1刷発行（同日発売）、ISBN 978-4-06-395115-8
  2. 2016年1月8日第1刷発行（同日発売）、ISBN 978-4-06-395576-7
- 『阿部洋一短編集 オニクジョ』、集英社 〈ヤングジャンプコミックス・ウルトラ〉 2015年3月24日第1刷発行（3月19日発売）、短編集 ISBN 978-4-08-890180-0
- 『新・血潜り林檎と金魚鉢男』、発行：アース・スター エンターテイメント / 発売：泰文堂 〈アース・スター コミックス〉 2016年 - 2017年、全2巻
  1. 2016年3月12日初版第1刷発行（同日発売）、ISBN 978-4-8030-0877-7
  2. 2017年5月25日初版第1刷発行（同日発売）、ISBN 978-4-8030-0993-4
- 『それはただの先輩のチンコ』、太田出版 2018年7月30日第1版第1刷発行（7月19日発売）、単巻 ISBN 978-4-7783-2291-5
- 『羊角のマジョロミ』、KADOKAWA 〈ドラゴンコミックスエイジ〉 2020年 - 2024年、全3巻
  1. 2020年7月9日初版発行（同日発売）、 ISBN 978-4-04-073653-2
  2. 2023年1月7日初版発行（同日発売）、 ISBN 978-4-04-074837-5
  3. 2024年11月9日初版発行（同日発売）、 ISBN 978-4-04-075677-6

#### 書籍イラスト
- グループSNE（友野詳・大井雄紀・川人忠明）『貞子怪談』、発行：角川書店 / 発売：KADOKAWA 〈角川つばさ文庫〉 2013年7月15日初版発行（7月11日発売）、単巻 ISBN 978-4-04-631327-0 - 監修：鈴木光司
- 編集：ナ月『みんなの精通』、イースト・プレス 2019年9月17日初版発行（9月13日発売）、単巻 ISBN 978-4-7816-1814-2
- 海猫沢めろん『海猫沢めろん随筆傑作選 生活』、河出書房新社 2024年11月27日発売、単巻 ISBN 978-4-309-03932-9

### その他
- カラーイラスト企画「非日常な彼女」（『月刊!スピリッツ』2013年4月号）
- イラスト（『ユリイカ』2022年7月臨時増刊号 総特集＝湯浅政明）
- マーダーミステリー「バグだらけのデスゲーム」（『GMウォーロック』VOL.8（2023年1月発売）） - イラスト
- マーダーミステリー「黄泉の花嫁」（『GMウォーロック』VOL.13（2024年4月発売）） - イラスト
- マーダーミステリー「呪物たちの夜」（『GMウォーロック』VOL.17（2025年4月発売）） - イラスト

など。